# Apanteles paralus
Apanteles paralus är en stekelart som beskrevs av Nixon 1965. Apanteles paralus ingår i släktet Apanteles och familjen bracksteklar. Inga underarter finns listade i Catalogue of Life.